# Dieter Zechlin

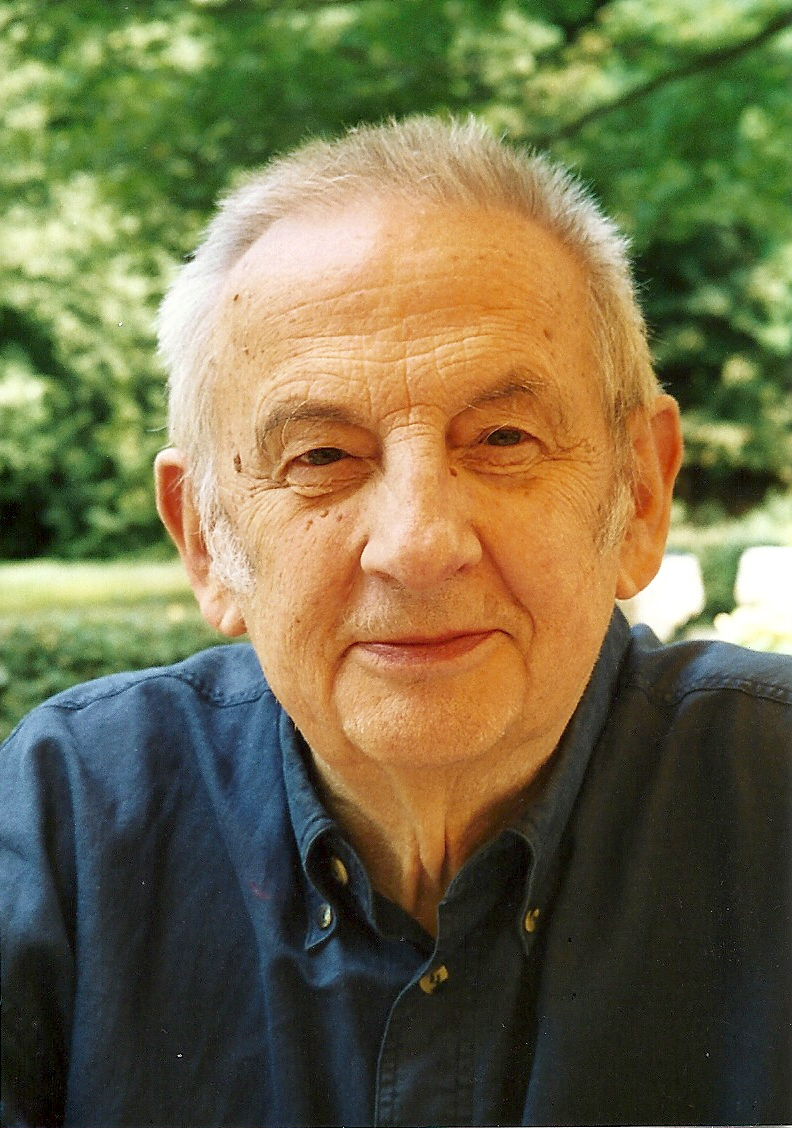
Dieter Zechlin (2005)

Dieter Zechlin (* 30. Oktober 1926 in Goslar; † 16. März 2012 in Potsdam) war ein deutscher Pianist. Er war einer der bekanntesten Pianisten der DDR.

## Leben
Zechlin war Sohn des Militärarztes Theodor Zechlin (1889–1954). Sein Vater war während des Zweiten Weltkriegs an der Front und bekleidete zuletzt den Dienstgrad eines Generalarztes.
Dieter Zechlin erhielt als Achtjähriger seinen ersten Klavierunterricht und unternahm erste Kompositionsversuche. Er besuchte von 1936 bis 1943 das Gymnasium Erfurt. Parallel lernte er von 1941 bis 1943 Klavier bei Otto Weinreich am Leipziger Konservatorium. Von 1943 bis 1945 wurde er zum Kriegsdienst eingezogen, bei dem er eine schwere Verletzung an der linken Hand davontrug. 1945 erhielt er Klavierunterricht bei Franz Jung am Thüringer Landeskonservatorium Erfurt, der seinerzeit Generalmusikdirektor des Städtischen Orchesters in Erfurt war. Von 1946 bis 1948 studierte er dann Klavier bei Karl Weiß und Tonsatz und Musiktheorie bei Johann Cilenšek an der Hochschule für Musik Franz Liszt Weimar.
Nach seinem Studium unterrichtete er am Konservatorium in Erfurt und war von 1948 bis 1949 Assistent an der Weimarer Musikhochschule. 1951 wurde er an die Deutsche Hochschule für Musik Berlin berufen. 1971 war er Gastprofessor beim Internationalen Musikseminar in Weimar. 1973 erhielt er eine ordentliche Professur für Klavier an der Berliner Musikhochschule. Von 1971 bis 1982 war er als Nachfolger von Eberhard Rebling ebenda Rektor. Mit Ende seines Rektorats wurde er emeritiert.
Im Jahr 1965 wurde er außerordentliches und 1971 ordentliches Mitglied der Deutschen Akademie der Künste in Berlin-Ost. Von 1970 bis 1978 war er Präsidiumsmitglied und Vizepräsident sowie 1974 amtierender Präsident der Akademie. Von 1972 bis 1981 leitete er die Meisterklasse für Klavier. Außerdem war er von 1969 bis 1970 Präsidiumsmitglied des Verbandes der Komponisten und Musikwissenschaftler der DDR. Von 1971 bis 1990 war er Präsident des Musikrates der DDR und Präsident der Robert-Schumann Gesellschaft in Zwickau.
Seine Konzertreisen führten ihn in die Sowjetunion, durch Europa sowie nach Japan und Lateinamerika. Zechlin wirkte in der DDR bei Orchester-Konzerten, Kammermusik-Programmen (u. a. Liedbegleiter von Jutta Welting und musikalischer Begleiter der Cellistin Esther Nyffenegger) sowie Rundfunk- und Schallplatten-Aufnahmen (u. a. VEB Deutsche Schallplatten Berlin) mit, insbesondere von Werken Ludwig van Beethovens und Franz Schuberts. Er spielte Uraufführungen von Werken von Günter Kochan, Johann Cilenšek und Ernst Hermann Meyer.

## Familie
Dieter Zechlin war ein Urenkel des altmärkischen Heimatforschers Theodor Zechlin, Neffe des Historikers Egmont Zechlin sowie der Werkpädagogin Ruth Zechlin.
Zechlin lebte in Berlin-Johannisthal. Er war von 1952 bis 1971 in zweiter Ehe mit der Komponistin Ruth Zechlin verheiratet.  Seine dritte Frau war die bulgarische Pianistin Sascha Müller-Konstantinova. In fünfter Ehe heiratete er Susanne Grützmann.

## Auszeichnungen
- 1947 Solistenpreis der Stadt Weimar
- 1949 Franz-Liszt-Preis der Stadt Weimar
- 1950 Sonderpreis beim Internationalen Johann-Sebastian-Bach-Wettbewerb in Leipzig
- 1959 Kunstpreis der Deutschen Demokratischen Republik
- 1960 Kunstpreis des FDGB
- 1961 Nationalpreis der DDR II. Klasse für Kunst und Literatur
- 1966 Robert-Schumann-Preis der Stadt Zwickau
- 1967 Verdienstmedaille der DDR
- 1969 Schallplattenpreis der Zeitschrift Musik und Gesellschaft (für die CD Toccata Appassionata)
- 1969 Kritikerpreis
- 1971 Vaterländischer Verdienstorden in Silber[4]
- 1972 Ehrennadel des Verbandes der Komponisten und Musikwissenschaftler der DDR in Silber
- 1973 Johannes-R.-Becher-Medaille in Gold
- 1977 Ehrennadel des Verbandes der Komponisten und Musikwissenschaftler der DDR in Gold

## Diskografie (Auswahl)
- Ludwig van Beethoven, Klavierkonzert Nr. 5, Gewandhausorchester Leipzig, Kurt Sanderling (Dirigent), 1962/69, Edel Berlin Classics 2007.
- Ludwig van Beethoven, Klaviersonaten (Gesamtaufnahme), 1959–1969, Edel Berlin Classics 2008. [9 CDs]
- Johann Cilenšek, Konzertstück für Klavier und Orchester, Staatskapelle Weimar, Gerhard Pflüger (Dirigent), 1967, Hastedt 1998.
- Günter Kochan, Konzert für Klavier und Orchester, Rundfunk-Sinfonieorchester Leipzig, Herbert Kegel (Dirigent), 1959, Hastedt 1999.
- Günter Kochan, Sonate für Viola und Klavier, Alfred Lipka (Viola), 1988, Hastedt 2006.
- Ernst Hermann Meyer, Toccata appassionata, 1966, Edel Berlin Classics 1995.
- Franz Schubert, Klaviersonaten (Gesamtaufnahme), 1970–1976, Edel Berlin Classics 2008. [8 CDs]

## Filmografie
- 1965: Kommando 52
- 1971: Trotz alledem!

## Schriften
- Dirigent und Instrumentalsolist. In: Vermächtnis und Verpflichtung. Festschrift für Franz Konwitschny zum 60. Geburtstag. Deutscher Verlag für Musik, Leipzig 1961, S. 36–37.
- Wünsche der Interpreten. In: Musik und Gesellschaft 13 (1963) 7, S. 402–405.
- Beethovens Erbe – Besitz unserer sozialistischen Menschengemeinschaft. In: Musik und Gesellschaft 20 (1970) 5, S. 319–320.